# Sint-Pieterskerk (Leuven)
De collegiale Sint-Pieterskerk is een rooms-katholieke kerk in Leuven, gebouwd in de stijl van de Brabantse gotiek. Aan het kerkgebouw werd in de loop van de 15e eeuw gewerkt door enkele beroemde laatgotische bouwmeesters, waaronder Sulpitius van Vorst, Jan II Keldermans en Matthijs de Layens. Hoewel er tot in de 17e eeuw aan de kerk werd gebouwd, bleef de Sint-Pieterskerk onvoltooid; met name de twee westtorens hebben nooit hun volle hoogte bereikt.
Aan de patroonheilige van de kerk, de apostel Petrus, ontlenen de Leuvenaars hun bijnaam "Pietermannen" of "Peetermannen".

## Geschiedenis
De geschiedenis van de Sint-Pieterskerk begint vermoedelijk met een houten kerk uit de 8e eeuw. Dit kerkje werd rond het jaar duizend vervangen door een stenen romaanse kerk. Deze had zes traveeën en een vierkant koor. Een eeuw later kwam daar een westbouw tegenaan, met drie torens, die er moet hebben uitgezien als het westwerk van de Sint-Servaasbasiliek in Maastricht. Tegen het koor werd rond 1070 de crypte gebouwd, waarvan het onderste gedeelte behouden is tijdens de bouw van de gotische kerk. Bij de restauratie na de Tweede Wereldoorlog is ze herontdekt. Tegenwoordig is de crypte toegankelijk voor publiek.

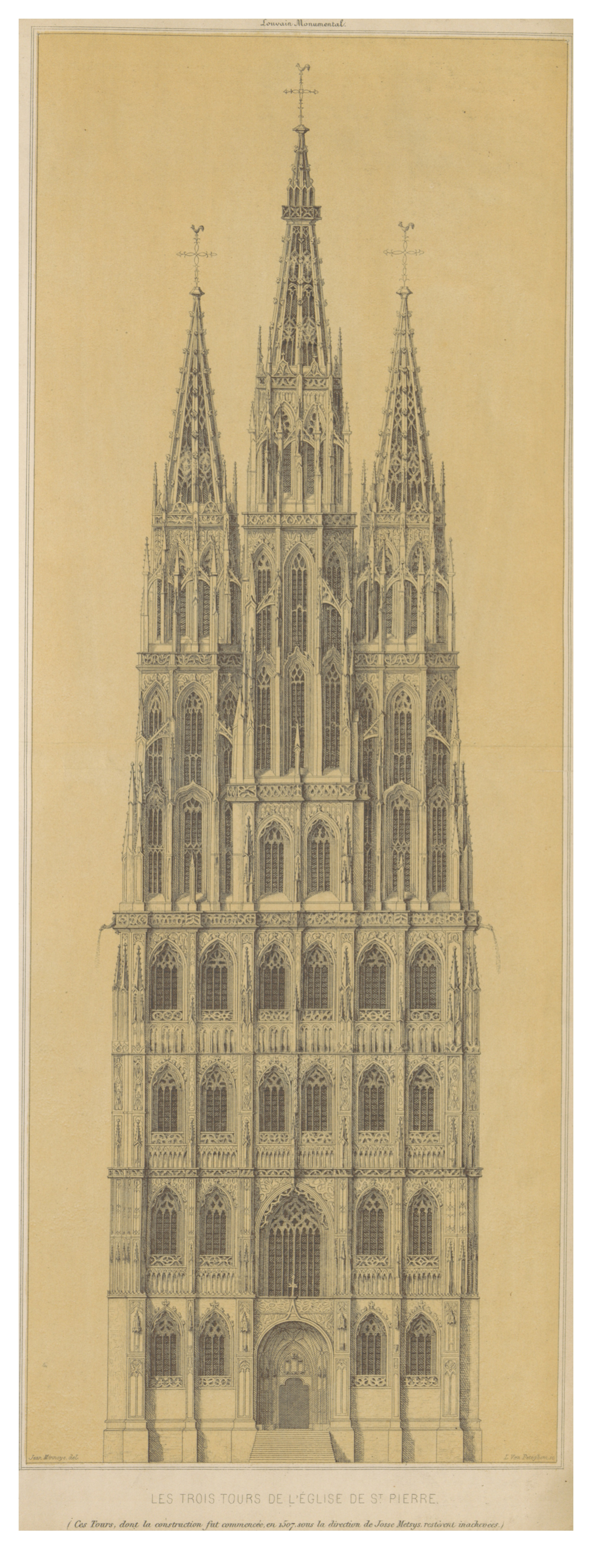
Ontwerp westtorens (naar Joost Metsys, 1505)

De gotische kerk werd gebouwd vanaf 1400. De precieze datum is onzeker, omdat de registers van de kerk verloren zijn gegaan. Wel staat vast dat in 1425 Sulpitius van Vorst aan de kerk werkte. Bij de bouw van de gotische kerk werd de romaanse voorganger stuk voor stuk afgebroken. De bouw begon bij het koor. In 1431 kon al begonnen worden aan de overkapping van het koor. De stenen kwamen uit Affligem en Gobertange. Ondertussen waren de werken aan het dwarsschip ook begonnen, maar daarna stagneerde de bouw door het overlijden van Van Vorst.
Jan II Keldermans nam tot 1445 zijn functie over. Daarna voltooide Matthijs de Layens het noordertransept en een gedeelte van het schip. Nu kwamen de benodigde stenen onder andere uit Leefdaal. De volgende architecten waren Jan de Mesmaeker (1483-1490), Hendrik Van Evergem (1490-1492), Matthijs II Keldermans (1492-1495) en Alaert du Hamel (1495-1502). Deze laatste begon in 1497 met de bouw van het grote (onvoltooide) portaal op de Grote Markt. Pas in 1499, honderd jaar na de geschatte startdatum, werd het laatste deel van de romaanse kerk afgebroken.
Intussen was de bouw van de torens ook gestart onder leiding van bouwmeester Joost Metsys. Hij had drie torens voor ogen, waarvan de middelste 525 voet (ongeveer 150 meter) hoog moest worden, de twee ernaast 430 voet (120 meter). Deze werken moesten echter worden gestaakt: Metsys' constructie was niet goed uitgewerkt, de bodem was instabiel en de torens konden niet goed verankerd worden.
Minder dan de helft was voltooid. Later, in 1604, werd de hoogte nog verminderd na een instorting.
De kerk heeft zwaar geleden tijdens de Eerste Wereldoorlog. Ze werd het slachtoffer van een brand, die haar het dak kostte. Ook de barokke dakruiter van de Namense architect Denis-Georges Bayar werd daarbij verwoest. In de Tweede Wereldoorlog werd de kerk gebombardeerd. Veel kerkschatten zijn tijdens de beide oorlogen verloren gegaan.

De meest recente toevoeging aan de kerk is een Klokkenluider of jacquemart, "Meester Jan" genoemd, op het zuidertransept.

## Twaalf hoogtepunten
Sinds de herinrichting van de museale opstelling van de Sint-Pieterskerk in 2020 wordt de nadruk gelegd op twaalf hoogtepunten:
- Maquette van de westtorens van de Sint-Pieterskerk door Joost Metsys en Jan Beyaert
- Grafmonument van hertog Hendrik I van Brabant
- Hoofd van de Kromme Christus of Bruine Kruis
- Edelheeretriptiek van een navolger van Rogier van der Weyden
- De marteling van paus Clemens Romanus I en De marteling van de heilige Catharina van Alexandrië van Jan Rombouts
- Kapel van de Fiere Margriet
- Het Laatste Avondmaal van Dirk Bouts
- Het martelaarschap van de H. Erasmus van Dirk Bouts
- Sacramentstoren van Matthijs de Layens
- Triomfkruis van Jan Borman de Oude
- Sedes Sapientiae
- Kapel van het Brouwersambacht

## Beschrijving

### Exterieur
De Sint-Pieterskerk is een driebeukige kruisbasiliek met een dwarsschip en een koor met kranskapellen. De kerk geldt als een hoogtepunt van Brabantse gotiek. Op de kruising is een neogotische dakruiter geplaatst.

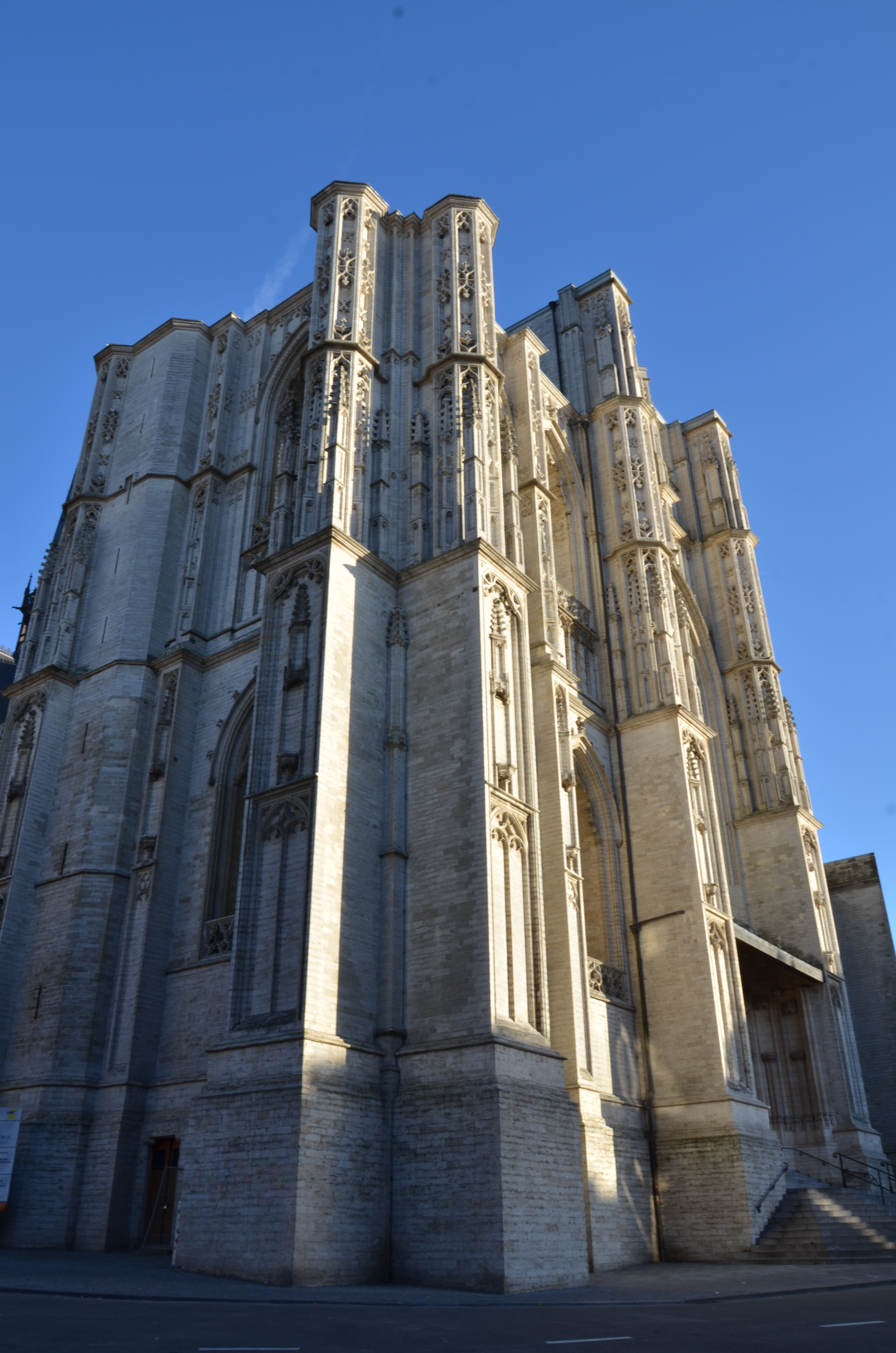
Onvoltooide toren
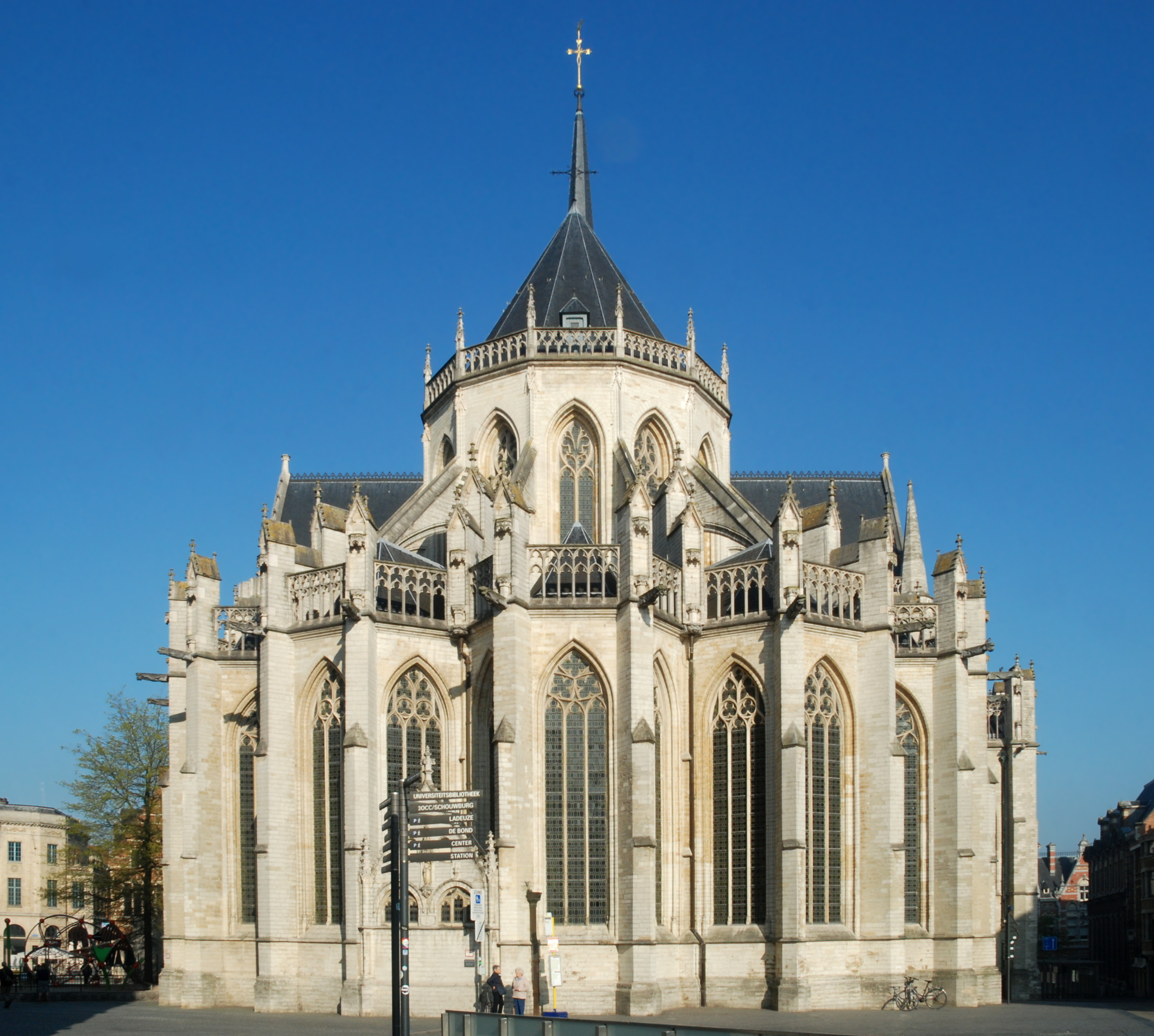
Koorpartij
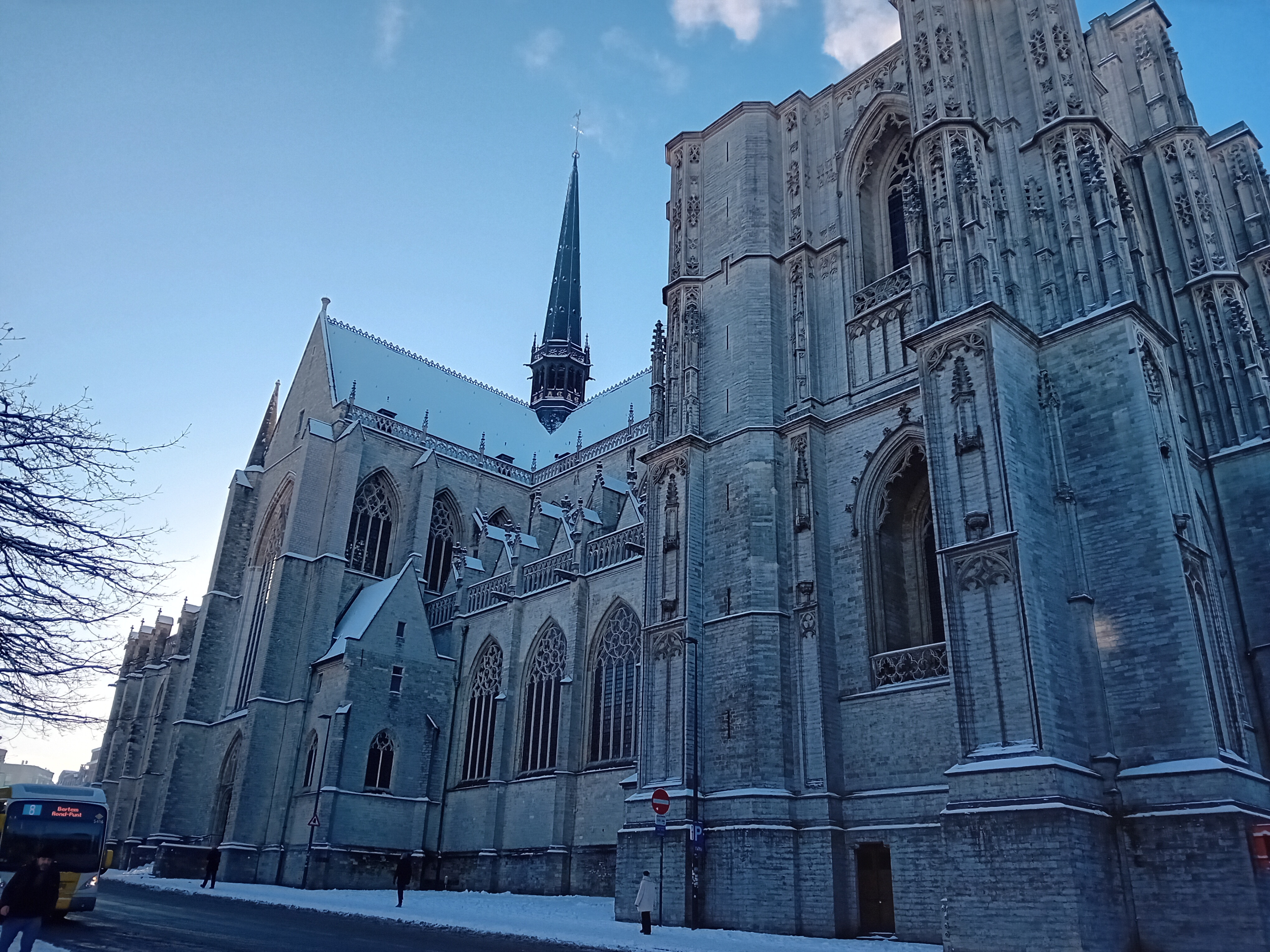
Noordertransept
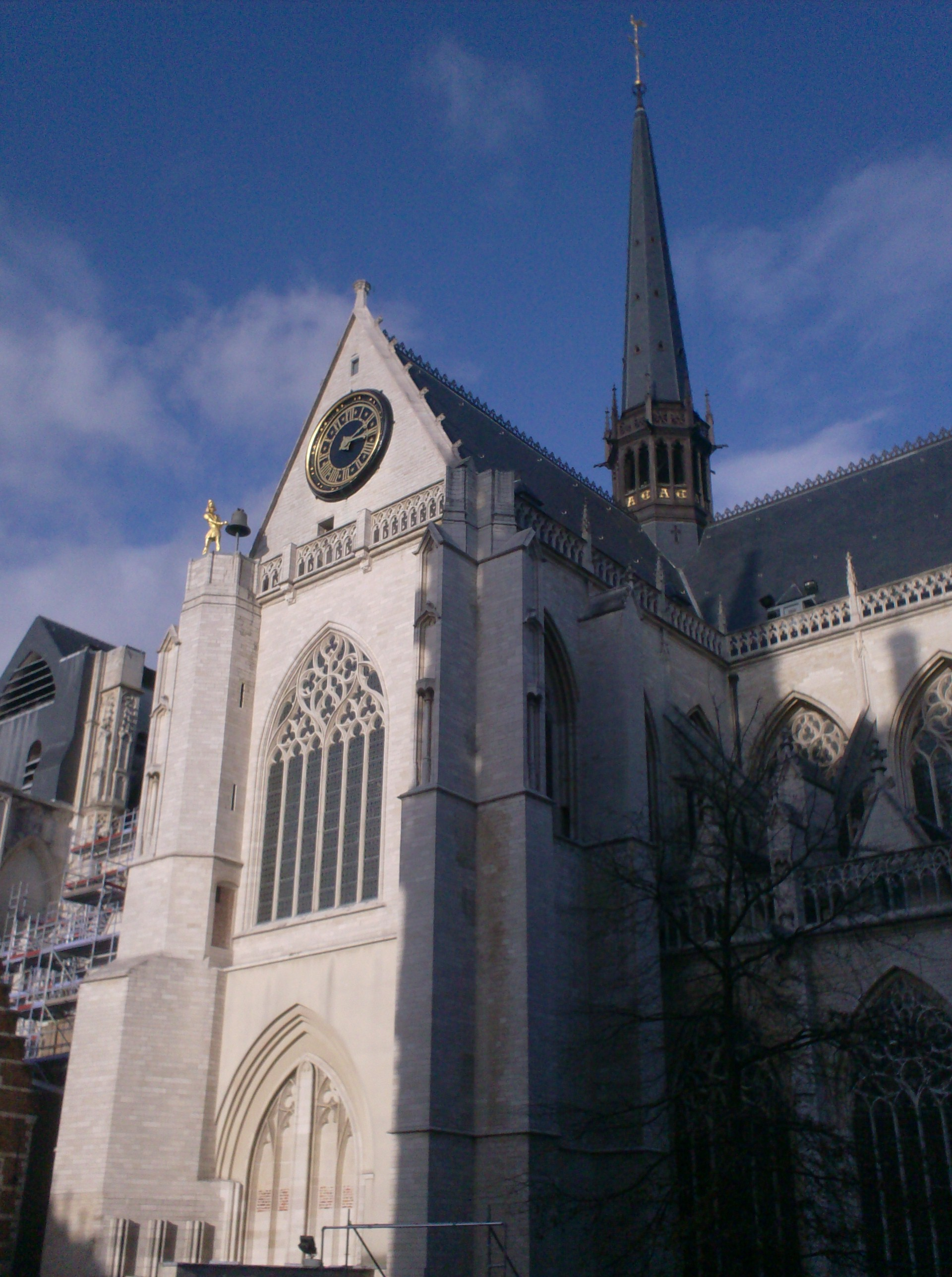
Zuidertransept
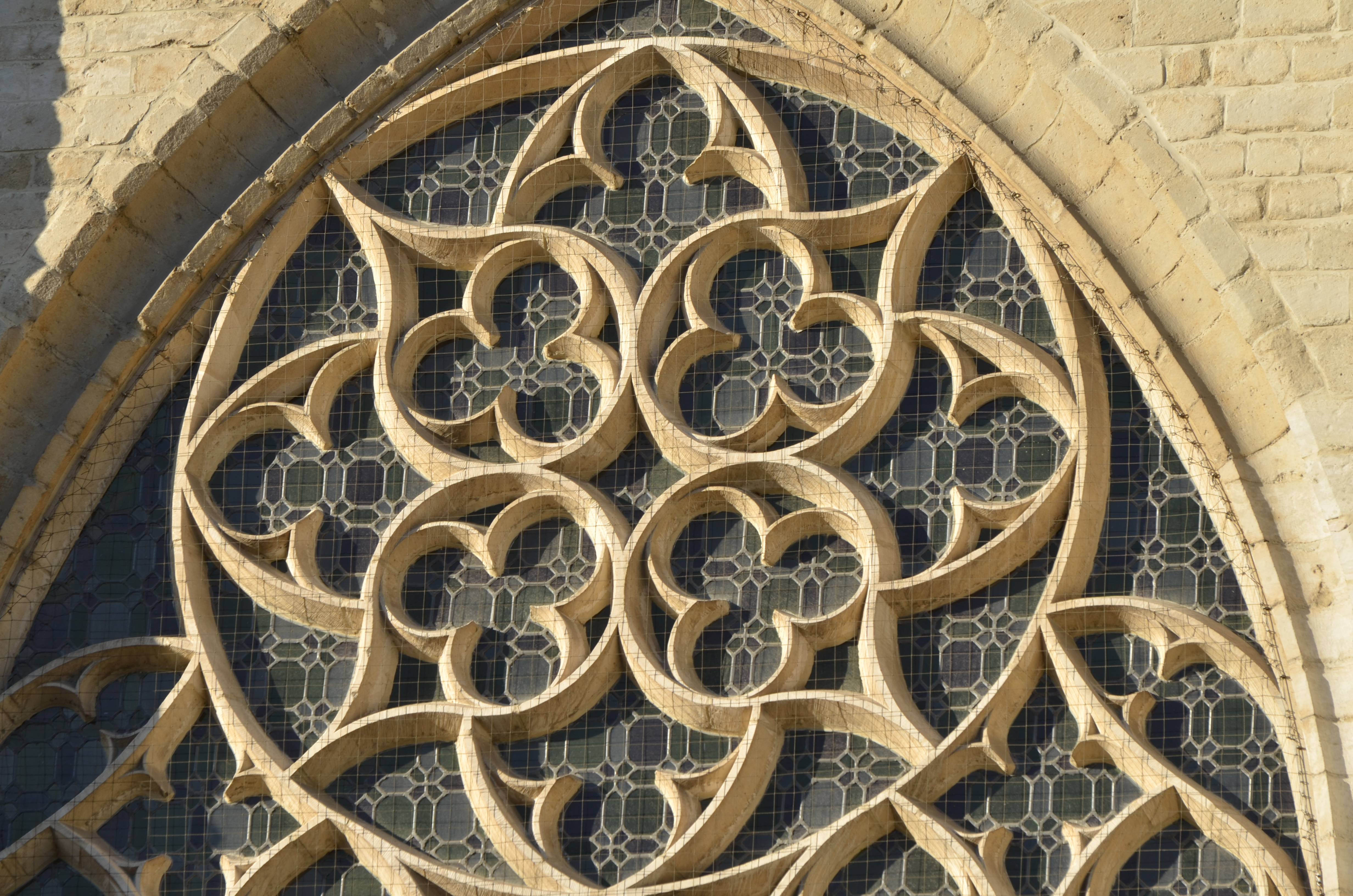
Gotische vensters

### Interieur, algemeen
De voornaamste bezienswaardigheden in het interieur van de kerk zijn: de romaanse crypte, het gotische priesterkoor (met het grafmonument van hertog Hendrik I van Brabant), het gotische gewelf, de gotische sacramentstoren (ontworpen door Matthijs de Layens) en het laatgotisch doksaal (met een aan Jan Borreman toegeschreven triomfkruis uit de 15e eeuw).

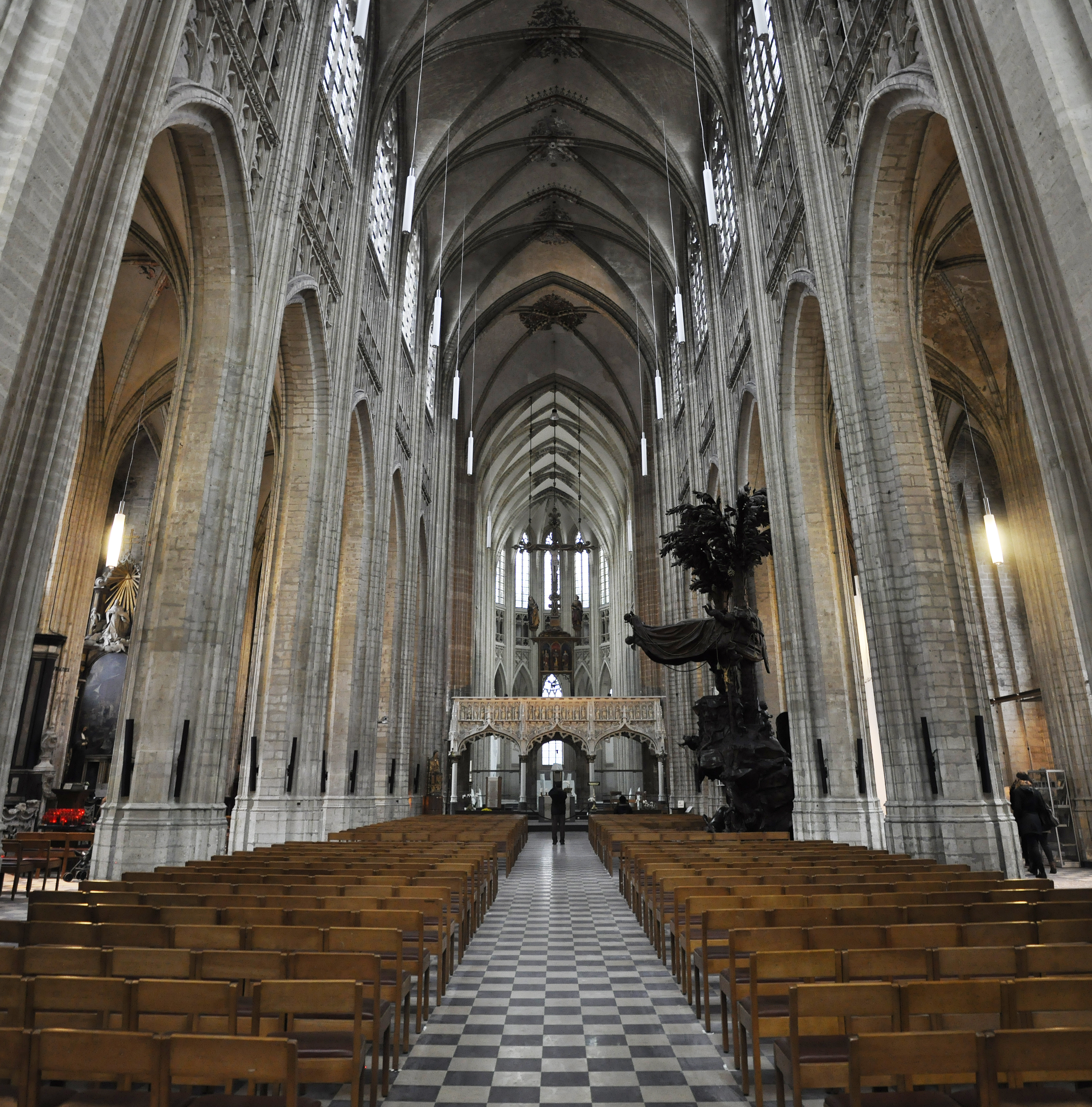
Schip van de kerk
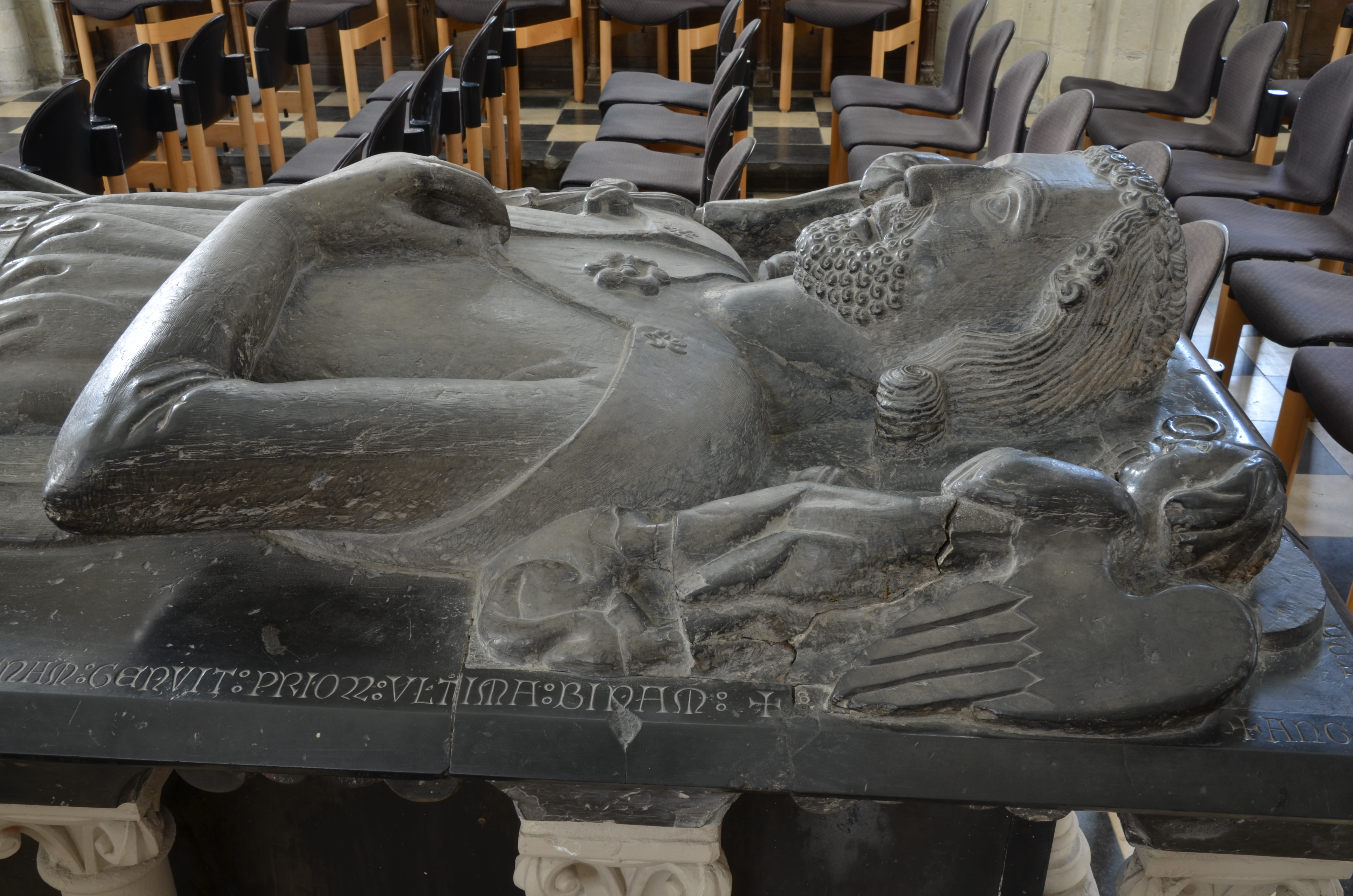
Grafmonument Hendrik I
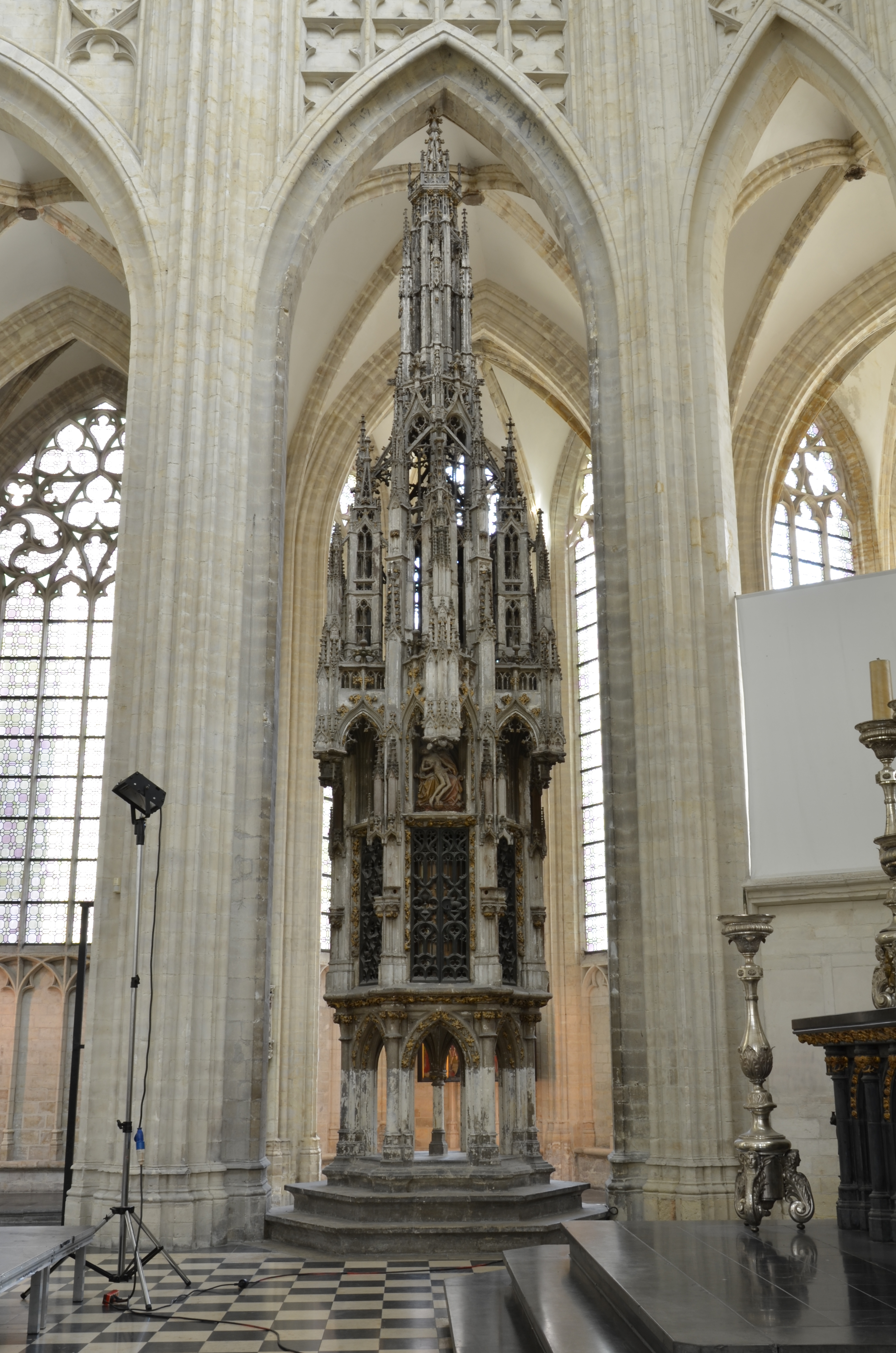
Sacramentstoren
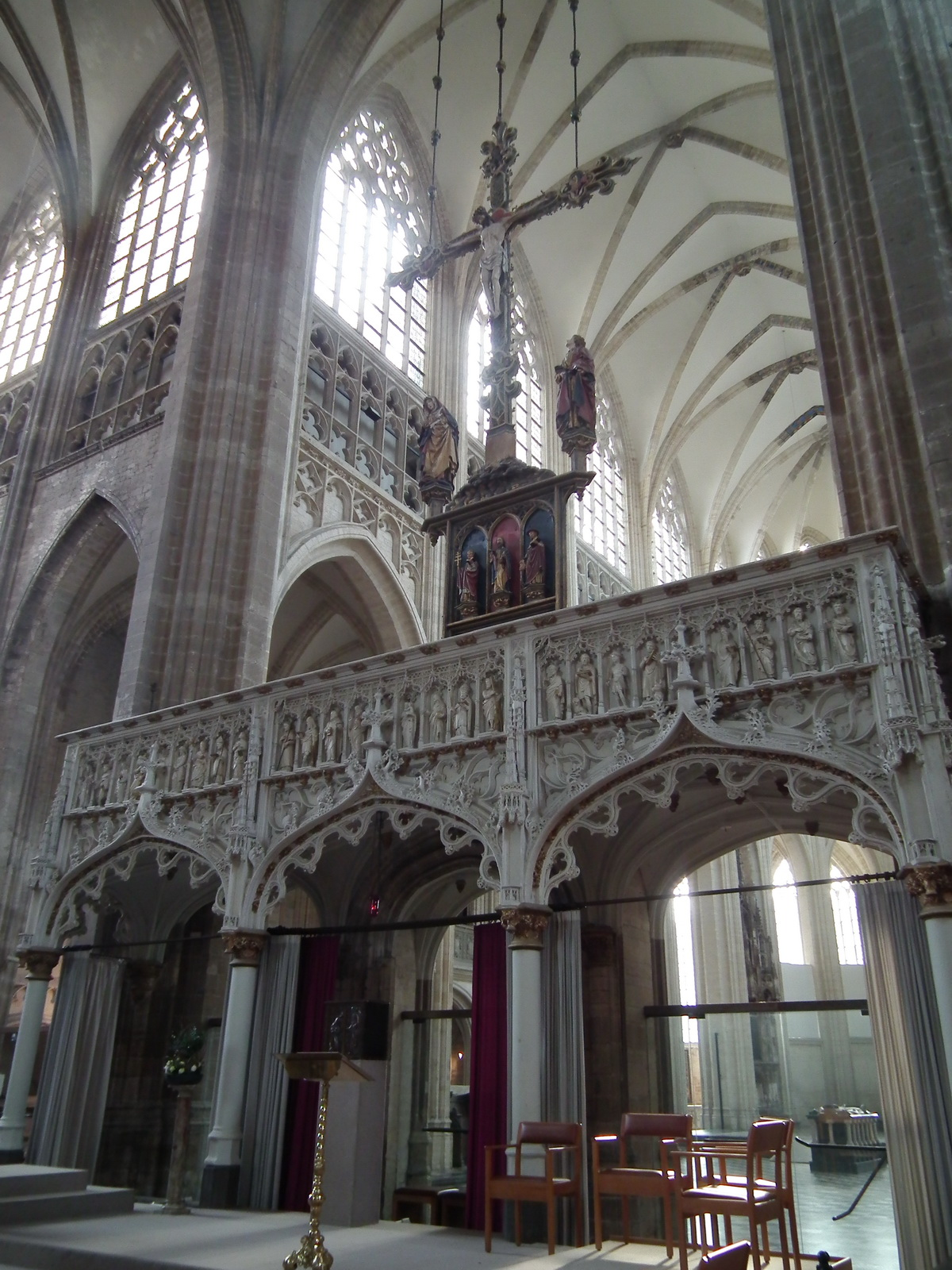
Doksaal

### Kapel van het Brouwersambacht
De kapel van het Brouwersambacht is een 15e-eeuwse kapel. Het is bekend dat het brouwersambacht en de broederschap van Sint-Arnoldus in 1507 opdracht gaven tot het maken van een altaartafel voor deze kapel. Dit werd uitgevoerd door Jan Petercels, een Leuvense houtbewerker, maar daarnaast wordt eveneens Jan Borman in verband gebracht met het altaar. Het altaarstuk beeldde het leven en de mirakels van Sint-Arnoldus, maar ook Sint-Gislenus en Sint-Job uit. In 1756 werd deze retabel vervangen, door het nu nog te bezichtigen marmeren altaar van de Antwerpse beeldsnijder Hendrik Danco van Namen.
Naast het altaar is ook een werk van de Antwerpse schilder Balthazar Beschey uit de 18e eeuw. Het stelt de drie patroonheiligen die ook op het retabel afgebeeld staan voor. Sint-Job, die op een stenen sokkel bedekt met stro zit, richt zijn blik naar de hemel, terwijl zijn  huis op de achtergrond afbrandt. Naast hem staan twee heilige bisschoppen afgebeeld, Sint-Arnoldus, de patroonheilige van de bierbrouwers en Sint-Gislenus, hij was vermoedelijk de patroonheilige van een van de opdrachtgevers van het schilderij.

### Schilderijen
In de Sint-Pieterskerk bevindt zich het beroemde drieluik van Dieric Bouts: Het Laatste Avondmaal. Dit drieluik dateert uit de 15e eeuw en onderging een grondige restauratie van 1996 tot 1998. Tot september 2018 bevond het topstuk zich in de M-Schatkamer van Sint-Pieter (onderdeel van M-Museum Leuven). Sinds 2020 heeft de Sint-Pieterskerk een nieuwe museale opstelling en is het schilderij naar zijn oorspronkelijke plaats teruggekeerd (met mixed reality en hololens). Ook het schilderij Het martelaarschap van de H. Erasmus van dezelfde schilder is hier te zien, alsook de Edelheeretriptiek van een navolger van Rogier van der Weyden.

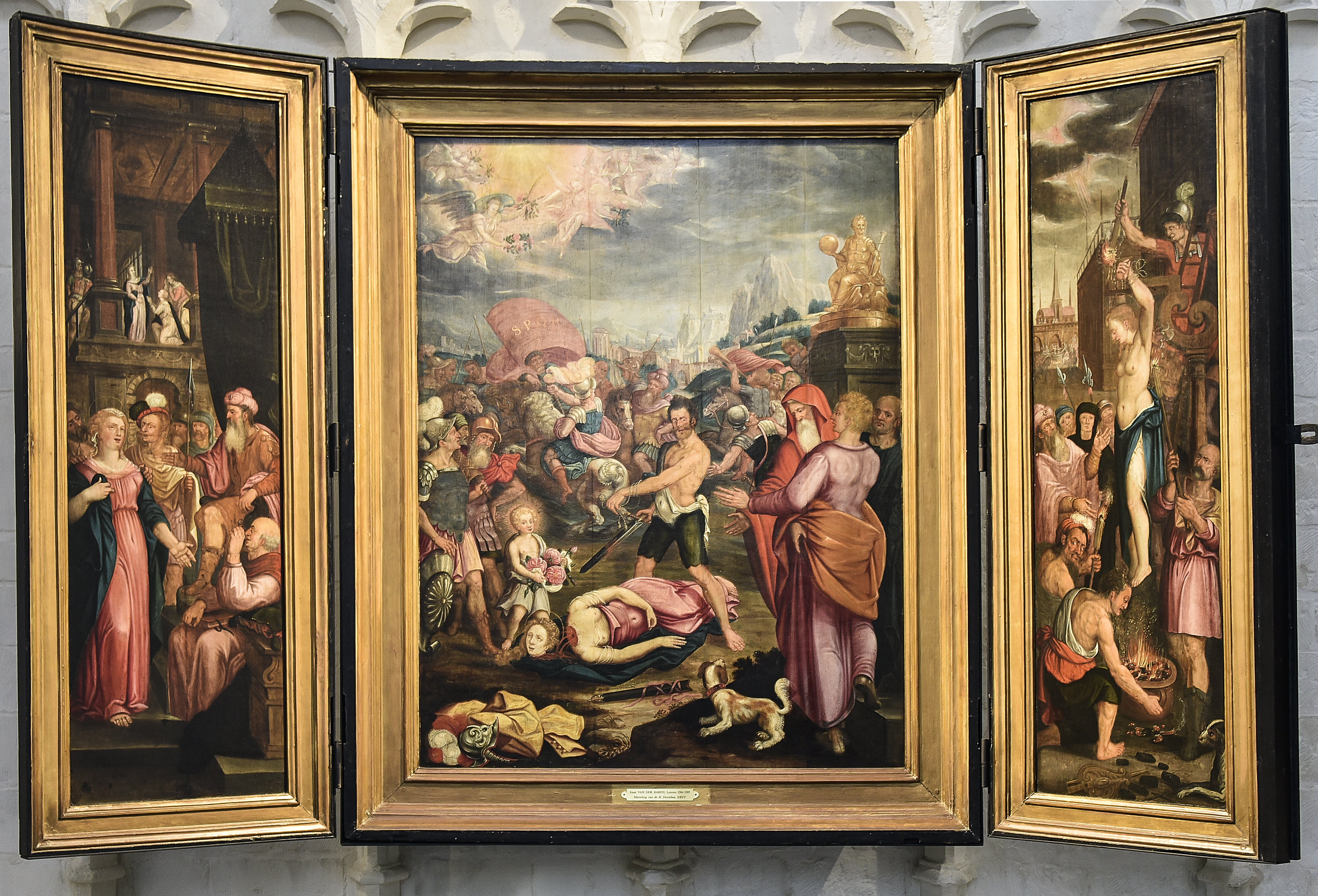
Marteling van de heilige Dorothea van Josse van der Baren
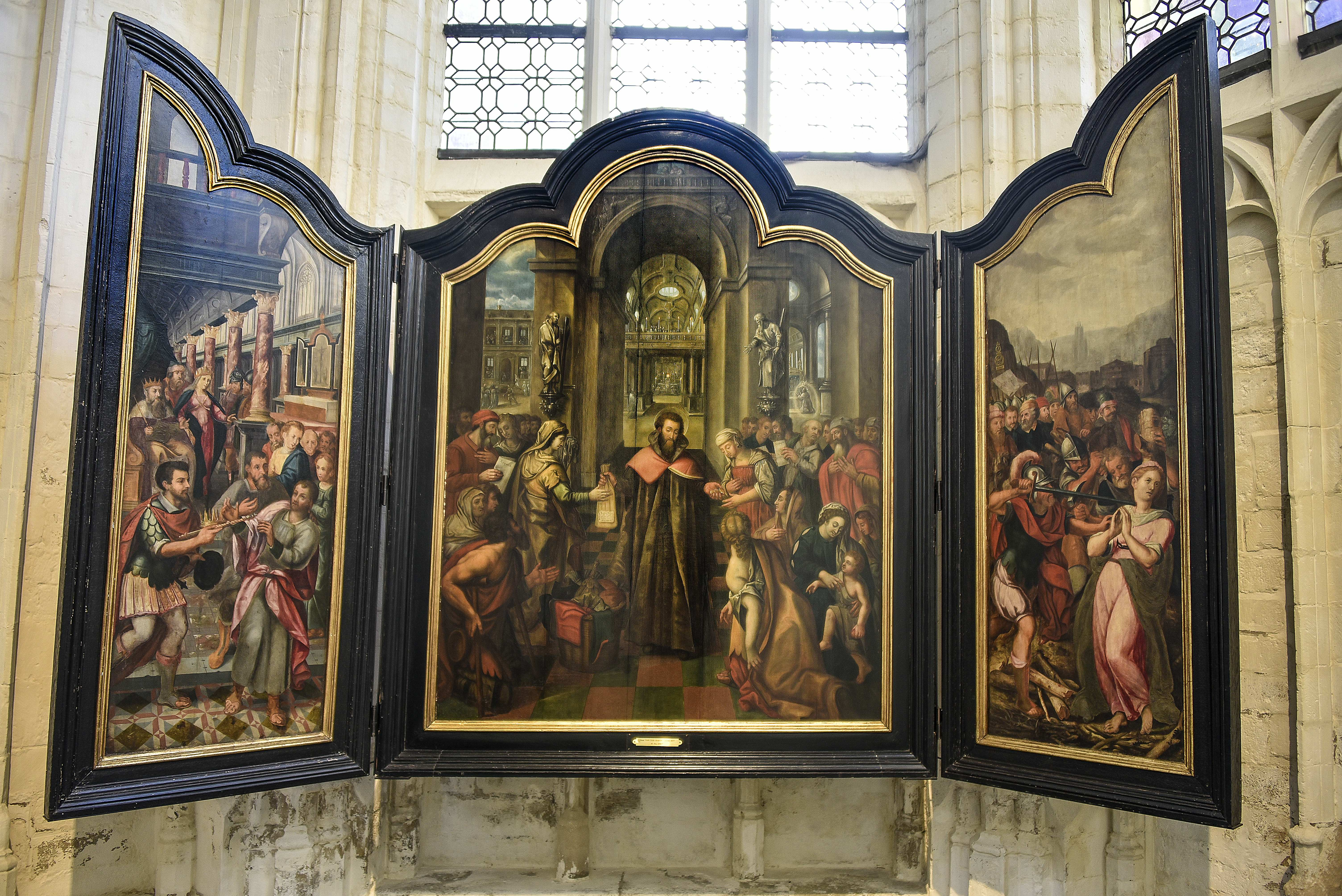
Sint-Ivodrieluik van Josse van der Baren
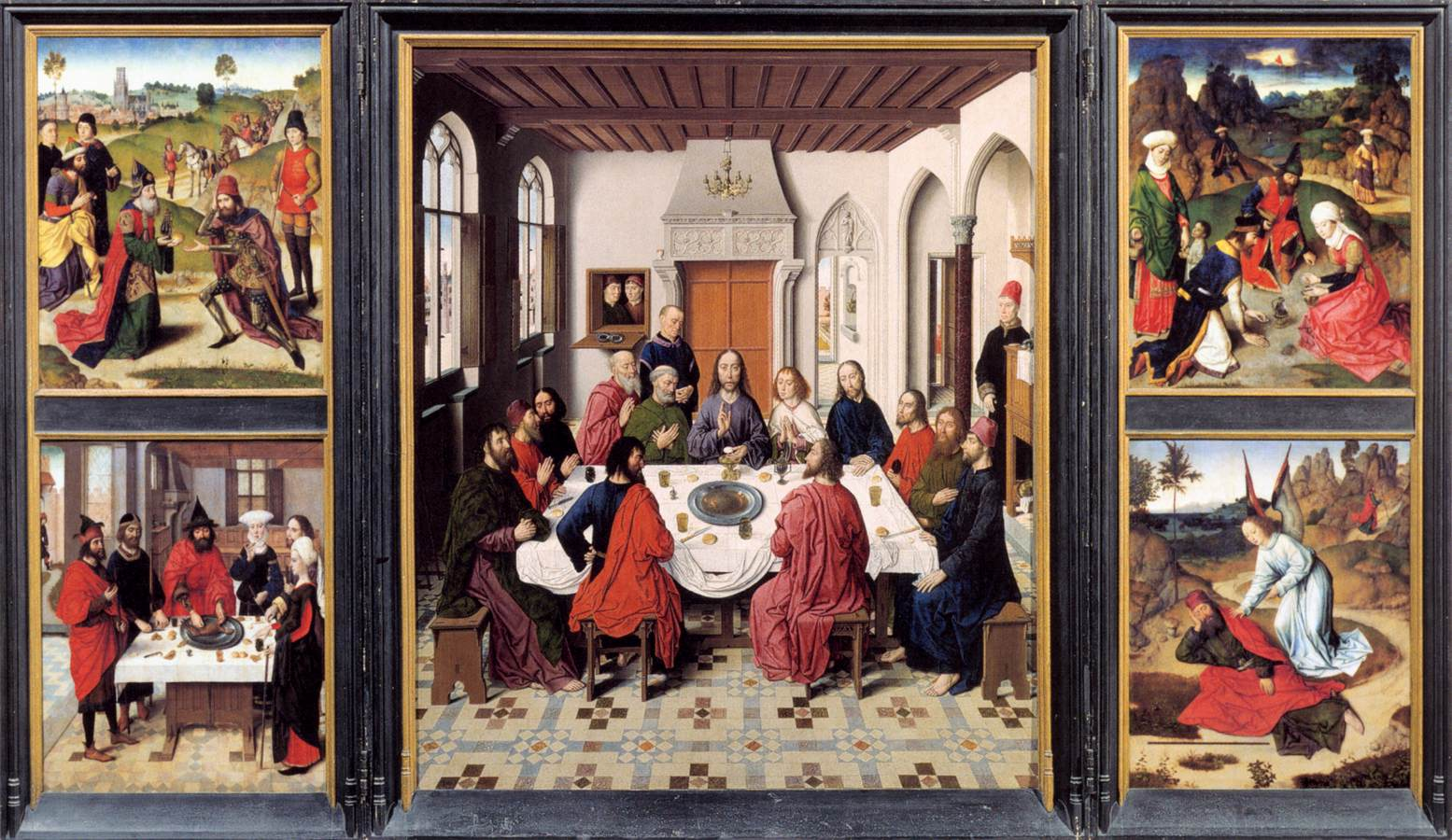
Het Laatste Avondmaal van Dieric Bouts
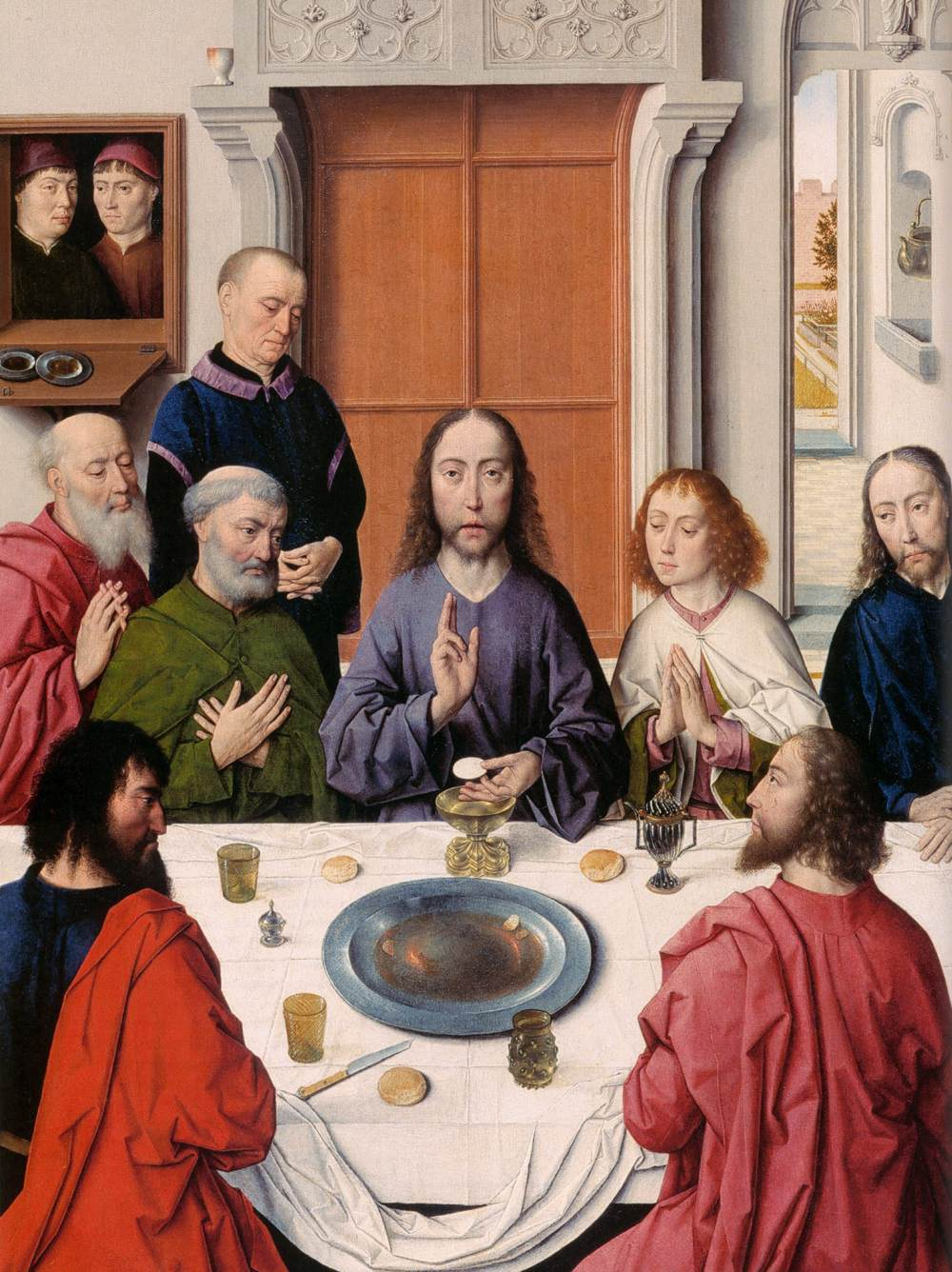
Idem, detail middenpaneel
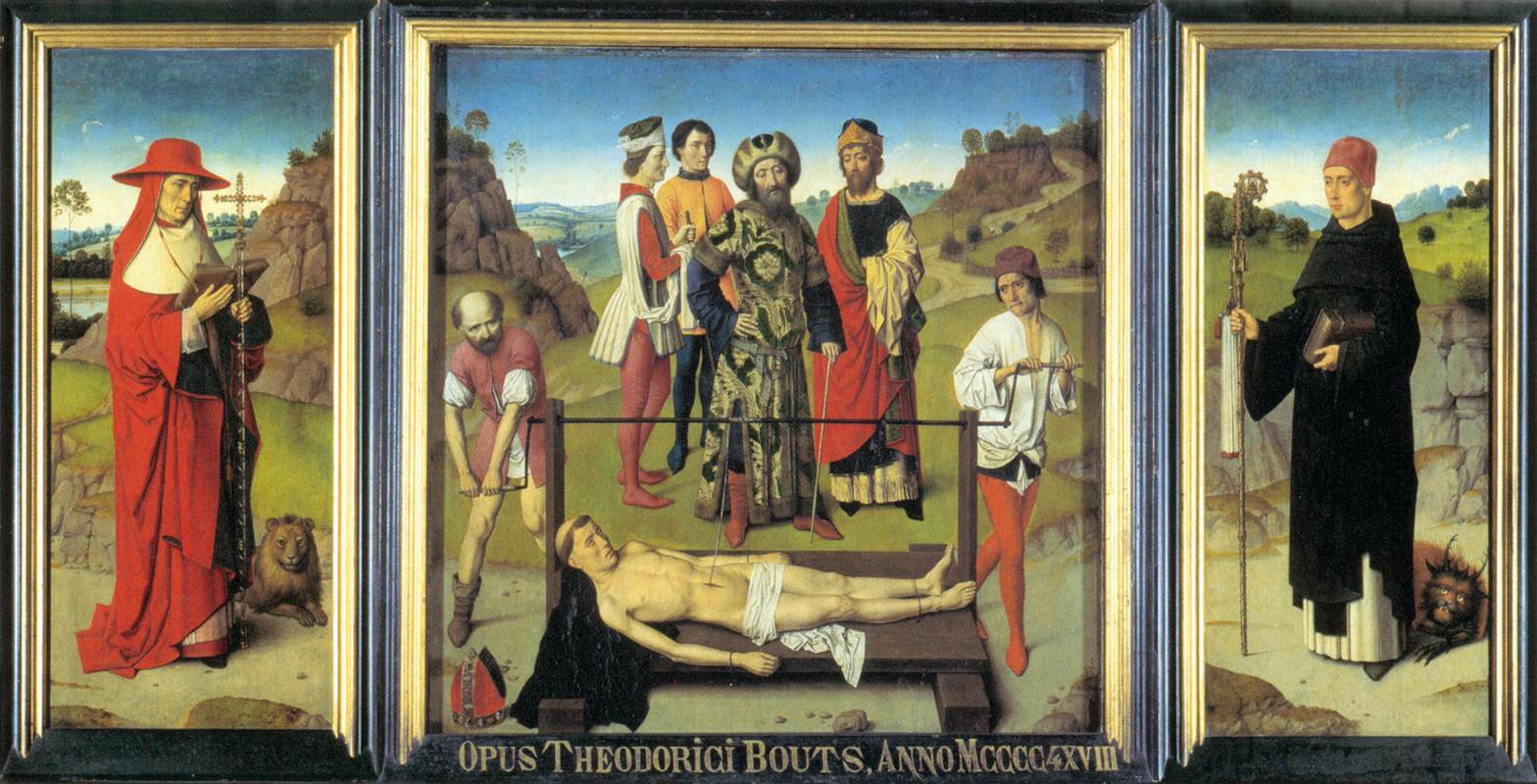
Martelaarschap van Sint-Erasmus van Dirk Bouts
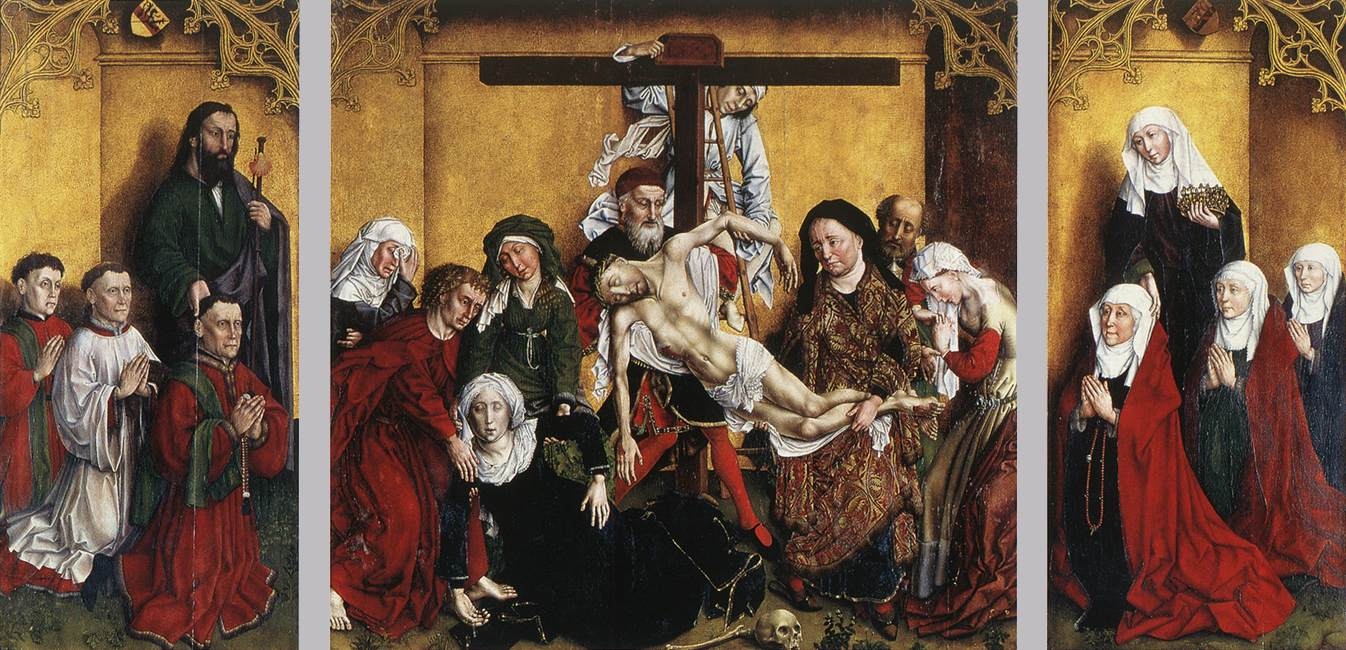
Edelheeretriptiek van een navolger van Rogier van der Weyden

### Beelden
Verder bezit de kerk een groot aantal schilderijen en beeldhouwwerken, waaronder een Sedes Sapientiae (zittende Madonna met Kind) uit 1442, een laatgotische Anna te Drieën en Christus op de koude steen, en diverse beelden uit de baroktijd.

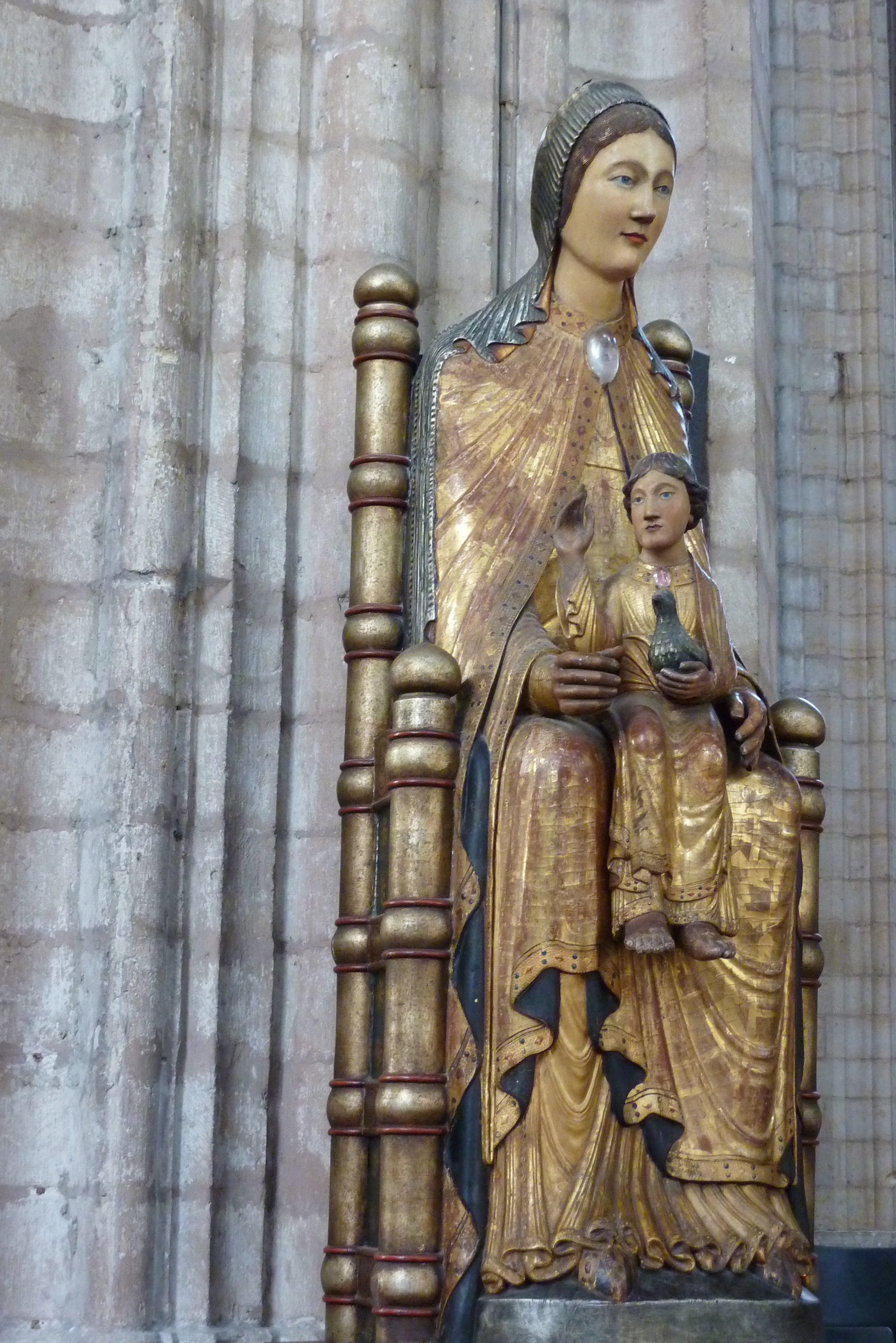
Sedes Sapientiae
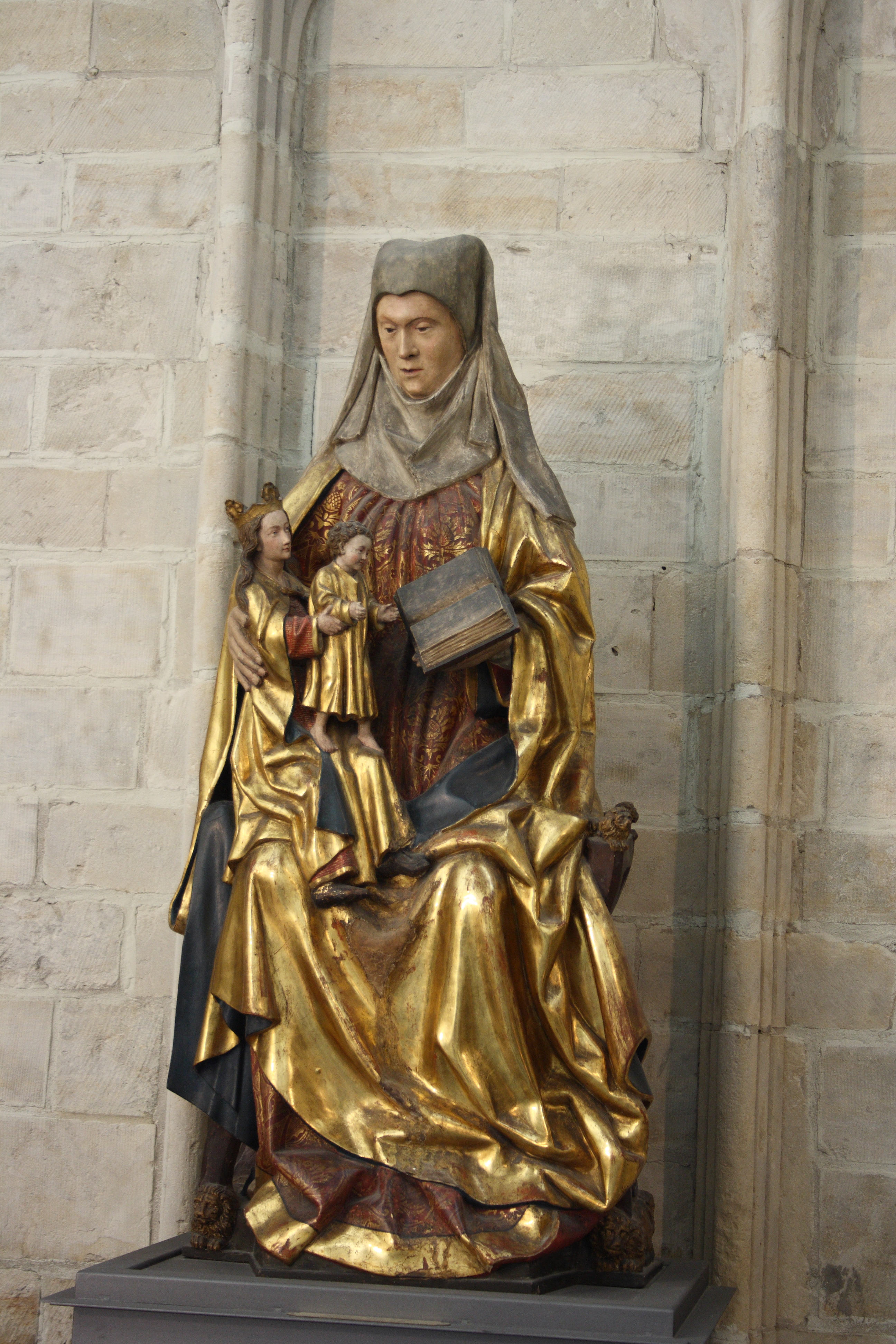
Anna te Drieën
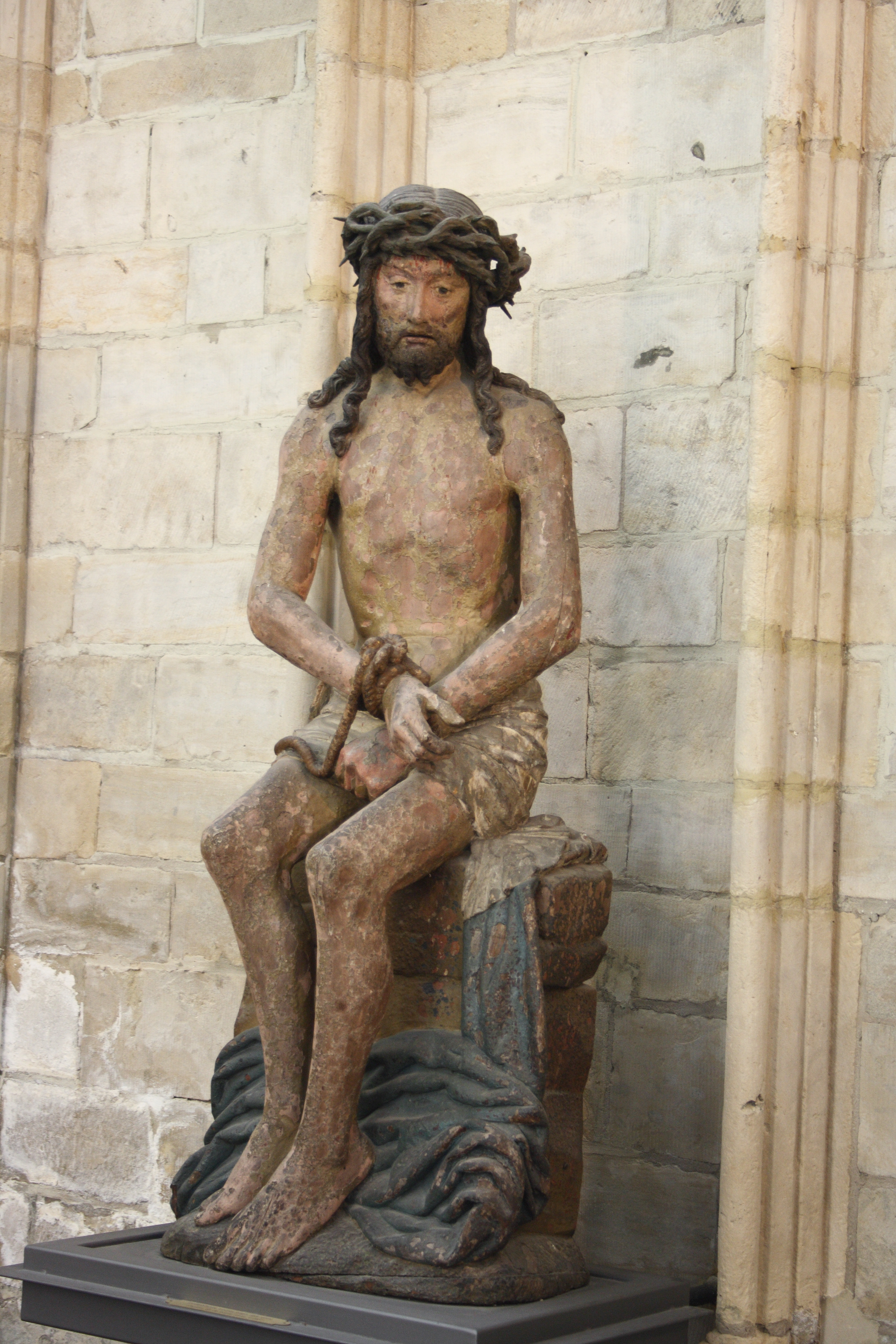
Christus op de koude steen
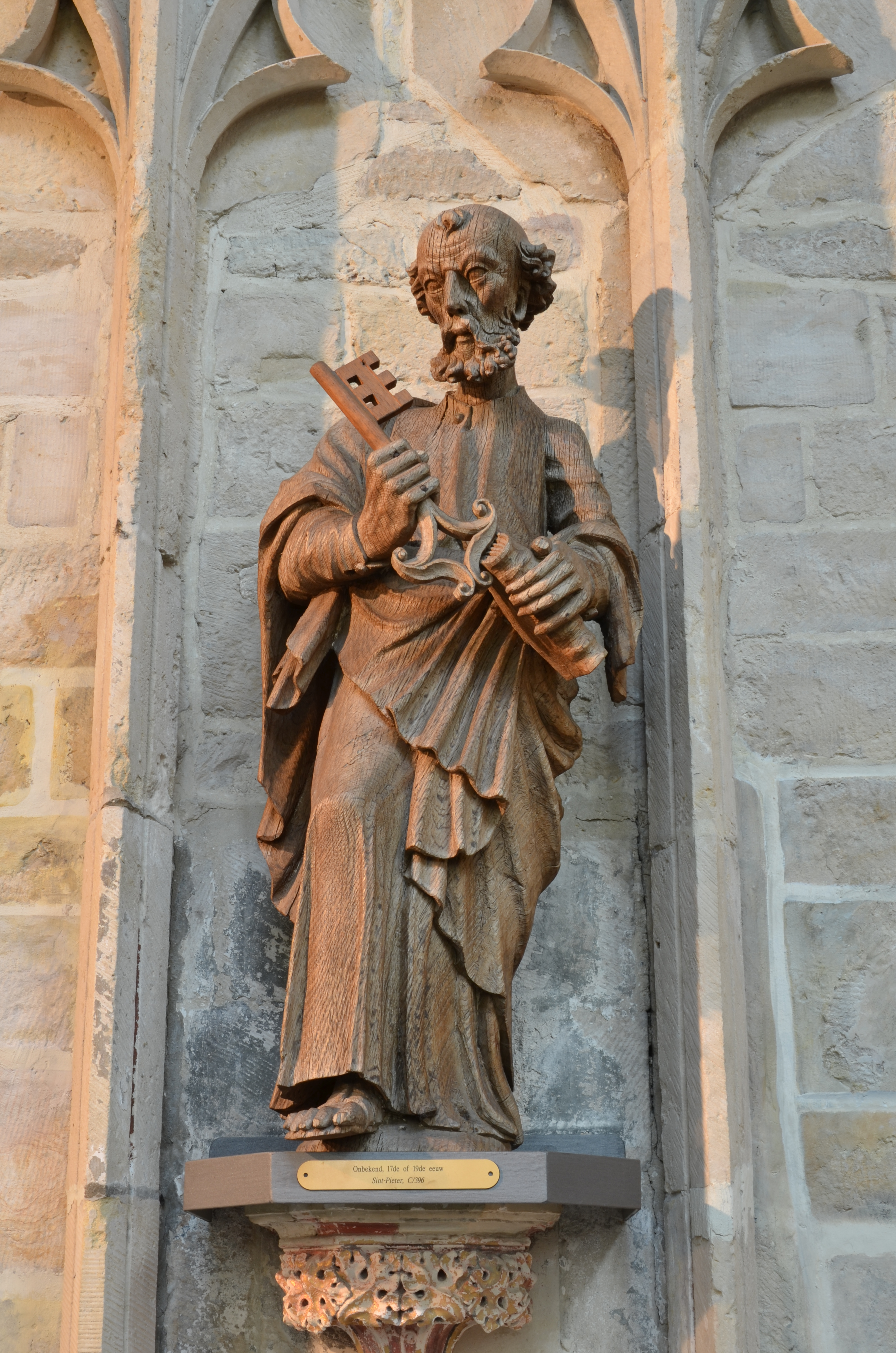
Sint-Petrus

### Kerkmeubilair
Van de verdere aankleding van de kerk kunnen genoemd worden: het doopvont uit circa 1490, de barokke kansel en ander kerkelijk meubilair uit de 18e eeuw en een verzameling religieus zilverwerk.

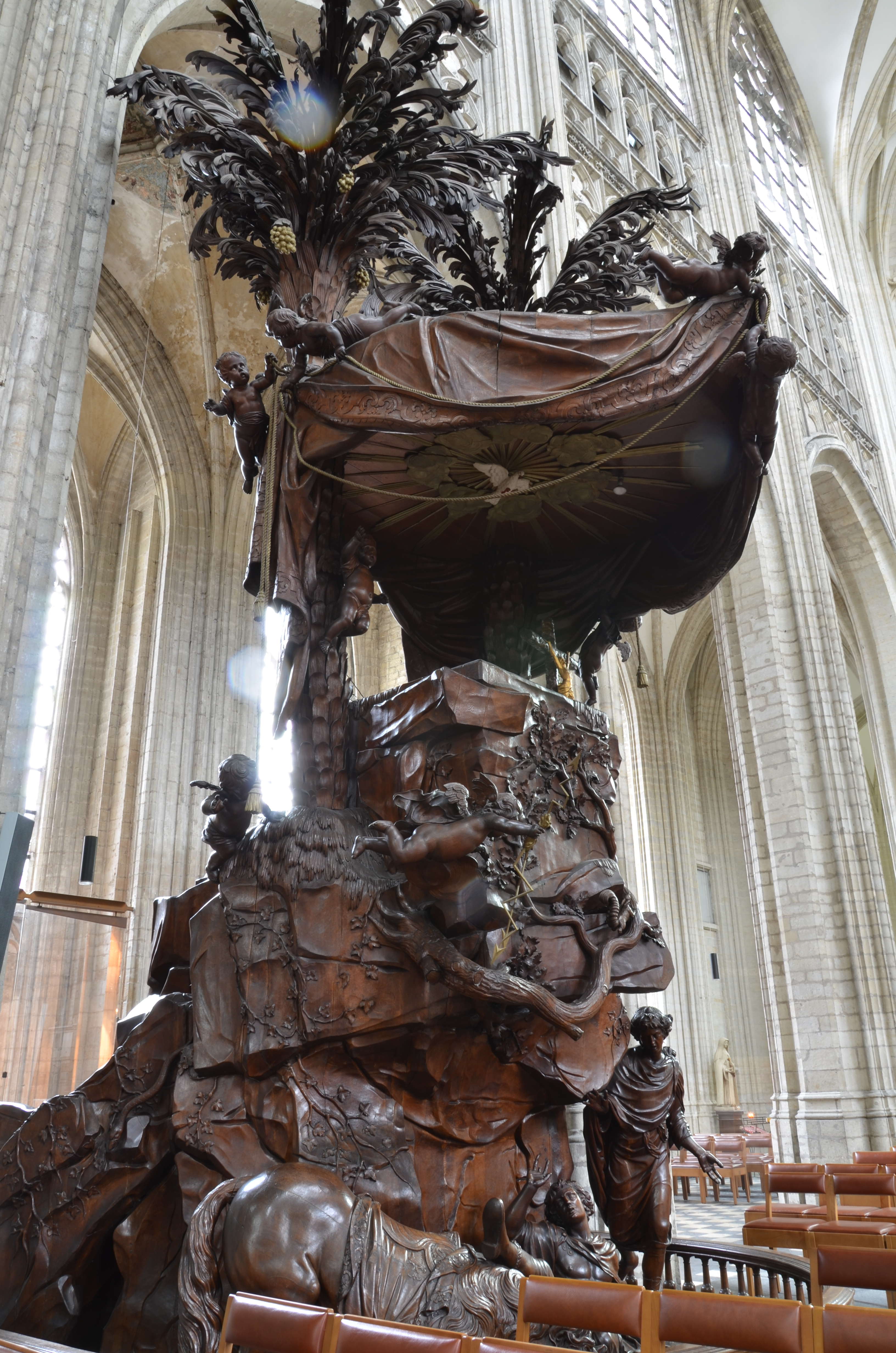
Barokke kansel
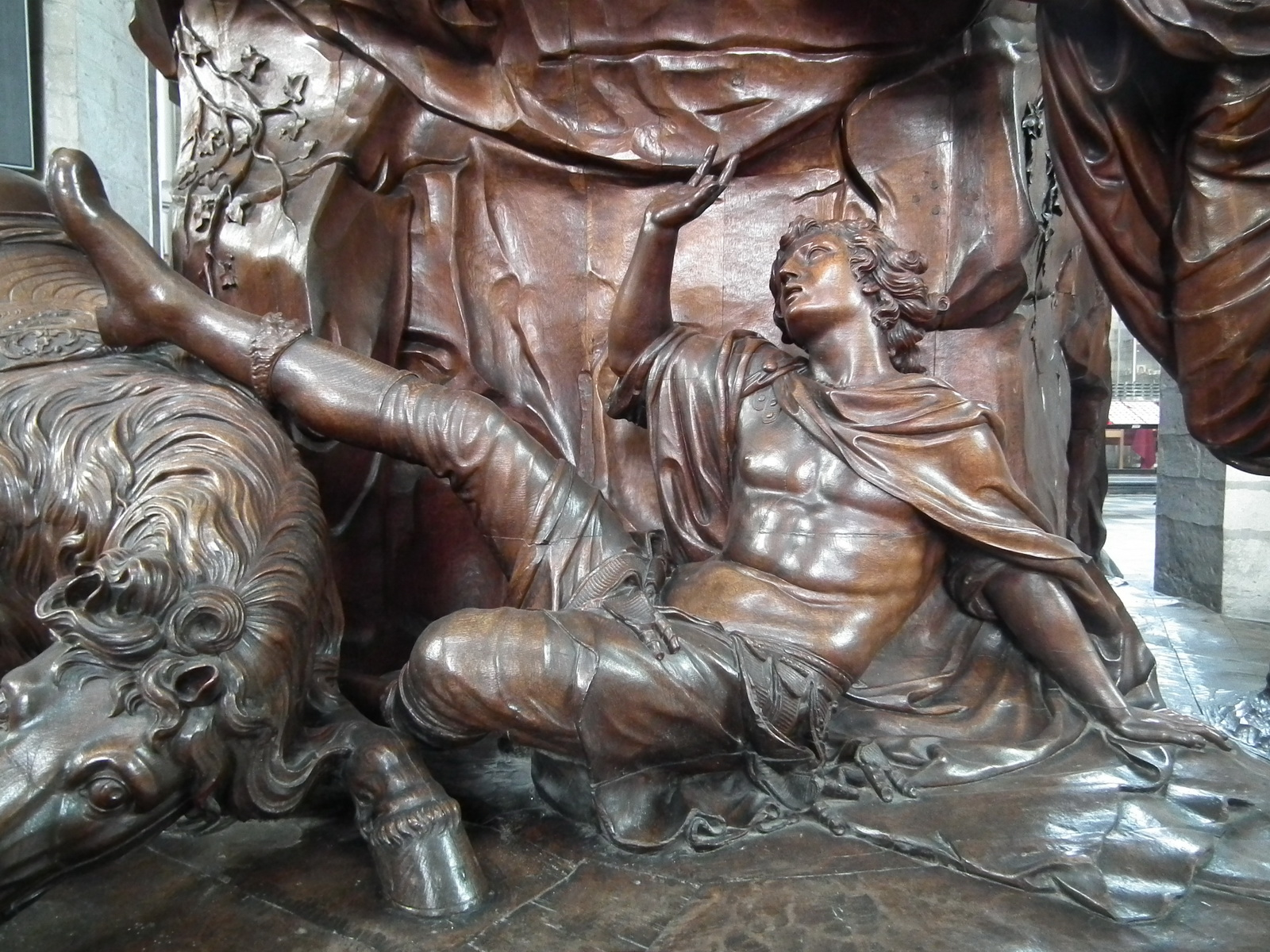
Detail kansel
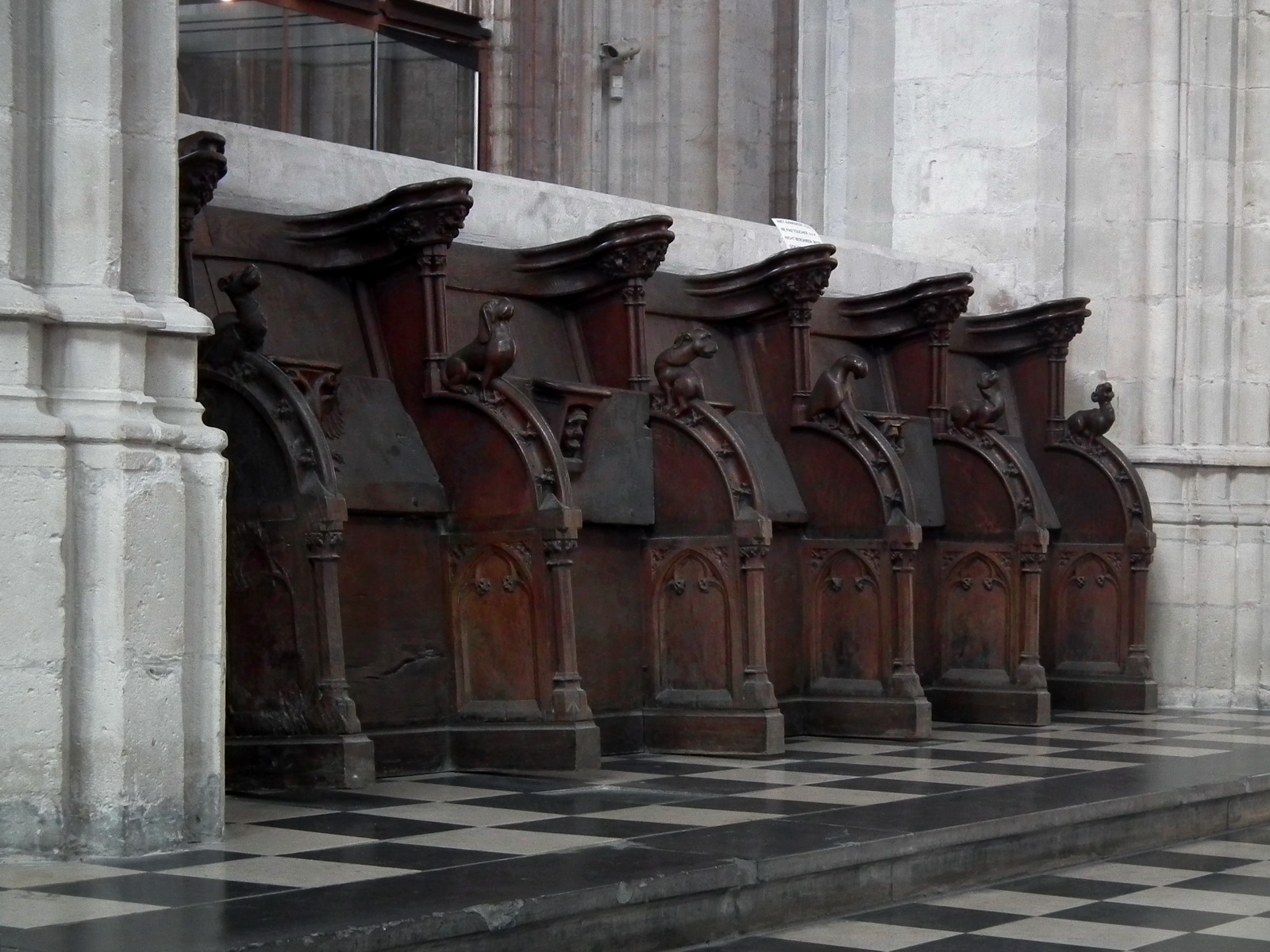
Koorgestoelte
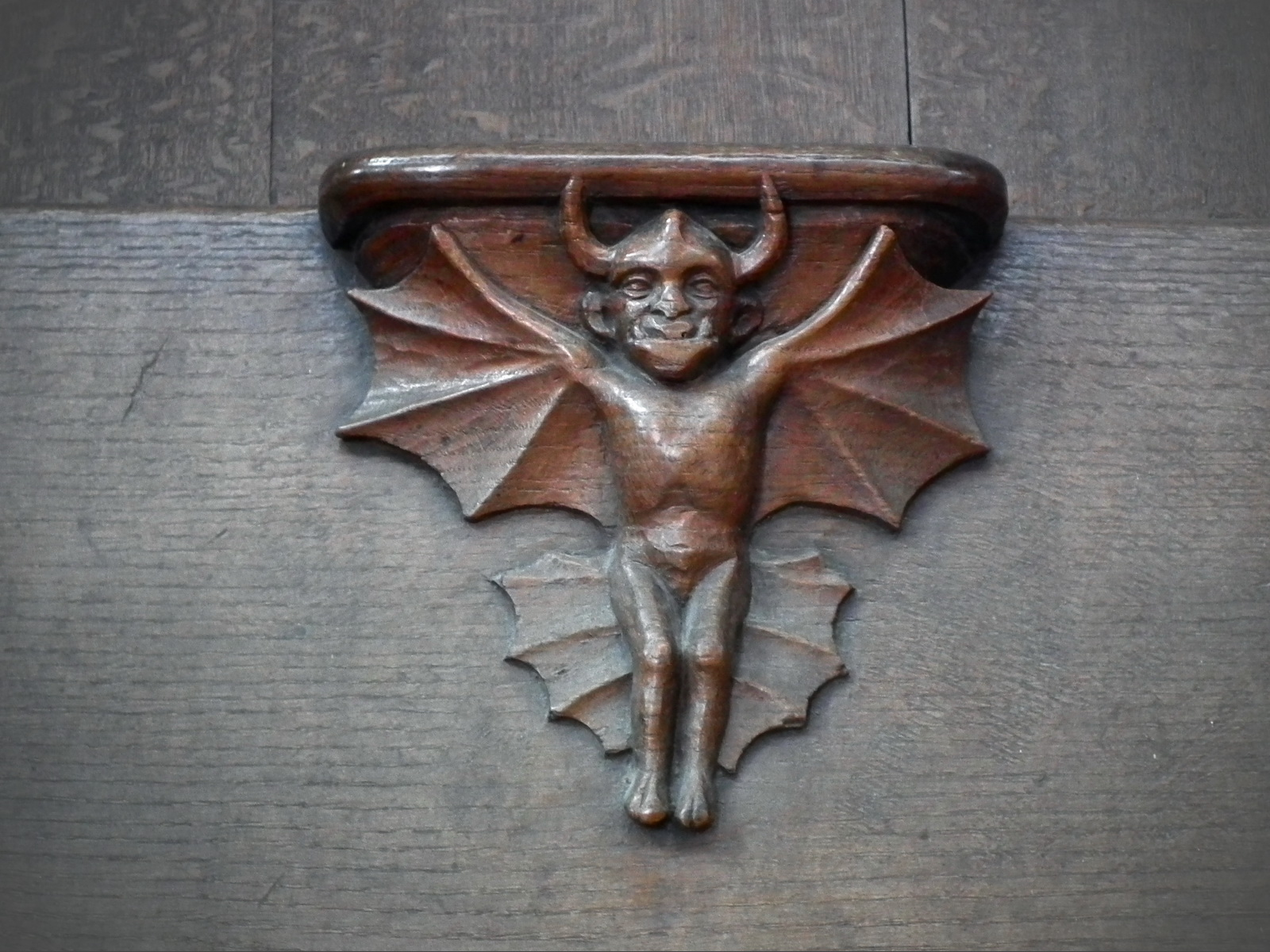
Detail (misericorde)

### Beiaard en jaquemart
De eerste vermelding van een klok in de pre-gotische kerk dateert uit 1233. Al vanaf 1434 werd er gebeierd op een beperkt aantal klokken, en honderd jaar later werd een  klavier geïnstalleerd. In 1728 kwam er een eerste volledige beiaard (met 23, later 40 klokken), die echter aanvankelijk niet geheel bleek te voldoen. Na restauraties in de 19e en 20e eeuw, werd de nieuw gerestaureerde beiaard op 14 oktober 1990 ingehuldigd.
De geschiedenis van al deze klokken verliep echter niet rechtlijnig: meermaals werden ze beschadigd, geroofd of vernield door brand of oorlog, vooral dan in de verwoestende oorlogsbrand in augustus 1914.
Daarnaast had de kerk vanaf 1381 een jaquemart die het uur sloeg. Ook deze raakte enkele keren vernield of beschadigd. In 1998 werd een nieuw verguld beeld ingehuldigd.